# サウスチャールストン (ウェストバージニア州)
サウスチャールストン（英: South Charleston）は、アメリカ合衆国ウェストバージニア州のカナー郡にある都市。人口は1万3450人（2010年）。州都チャールストンの南でなく、西に位置している。市名はカナー川の南岸にあることに基づく。町として1906年に設立されたが、法人化されたのは1919年にウェストバージニア州議会を通った特別憲章によってだった。

## 地理
サウスチャールストンは北緯38度21分9秒 西経81度42分43秒 / 北緯38.35250度 西経81.71194度 (38.352455, -81.712001)に位置している。
アメリカ合衆国国勢調査局に拠れば、市域全面積は8.51平方マイル (22.04 km2)であり、このうち陸地7.61平方マイル (19.71 km2)、水域は0.90平方マイル (2.33 km2)で水域率は11.82%である。

### 気候
サウスチャールストン地域の気候は、暑く湿気た夏と、概して温暖か冷涼な冬が特徴である。ケッペンの気候区分では温暖湿潤気候（略号Cfa）にある。

## 経済
サウスチャールストンには、1947年にジェイムズ・H・"バック"ハーレス（現在は会長兼CEO）が設立したグループ会社の親会社である、インターナショナル・インダストリーズの本社がある。主に石炭や木材のような天然資源を扱うが、製造、ホテル、不動産業も営んでいる。

## 交通
市中には州間高速道路64号線、アメリカ国道60号線、同119号線、ウェストバージニア州道601号線、同214号線が通っており、またカナー川が町を二分している。市内の交通はカナーバレー地域交通局の運行するバス便がある。一般用途空港であるマロリー空港がアメリカ国道60号線の南3km、チェスナット通り近くにある。最寄りの商業空港はチャールストンにあるイェーガー空港である。市内にはウェストバージニア州警察の本部がある。

## 教育
サウスチャールストンには公立小学校6校がある。すなわち、モントローズ、ルスローン、リッチモンド、アラムクリーク、ブリッジビュー、ウィーバーウッドの各小学校である。主要な中学校は3番アベニューにあるサウスチャールストン中学校である。6年生から8年生を教えている。サウスチャールストン高校はカノー郡にある高校8校の1つである。イーグルウェイにあり、9年生から12年生を教えている。高等教育機関としてはブリッジバレー・コミュニティ・工業カレッジのサウスチャールストン・キャンパスが元のダウ・ケミカル研究施設を使っている。マーシャル大学サウスチャールストン・キャンパスはマーシャル大学の大学院である。

## 芸術と文化
サウスチャールストンにある観光地としては、クリール・マウンド（サウスチャールストン・アデナ埋葬塚とも呼ばれる）や、サウスチャールストン博物館がある。この博物館はD通りの歴史あるラベル劇場にあり、ウェストバージニア映画シリーズ、オープンミック・ナイトなどの行事や展示を行っている。
市内にはコミュニティセンター、アイスアリーナ、リトルクリーク公園、ティンバーランド公園、ジョプリン公園がある。

## 人口動態

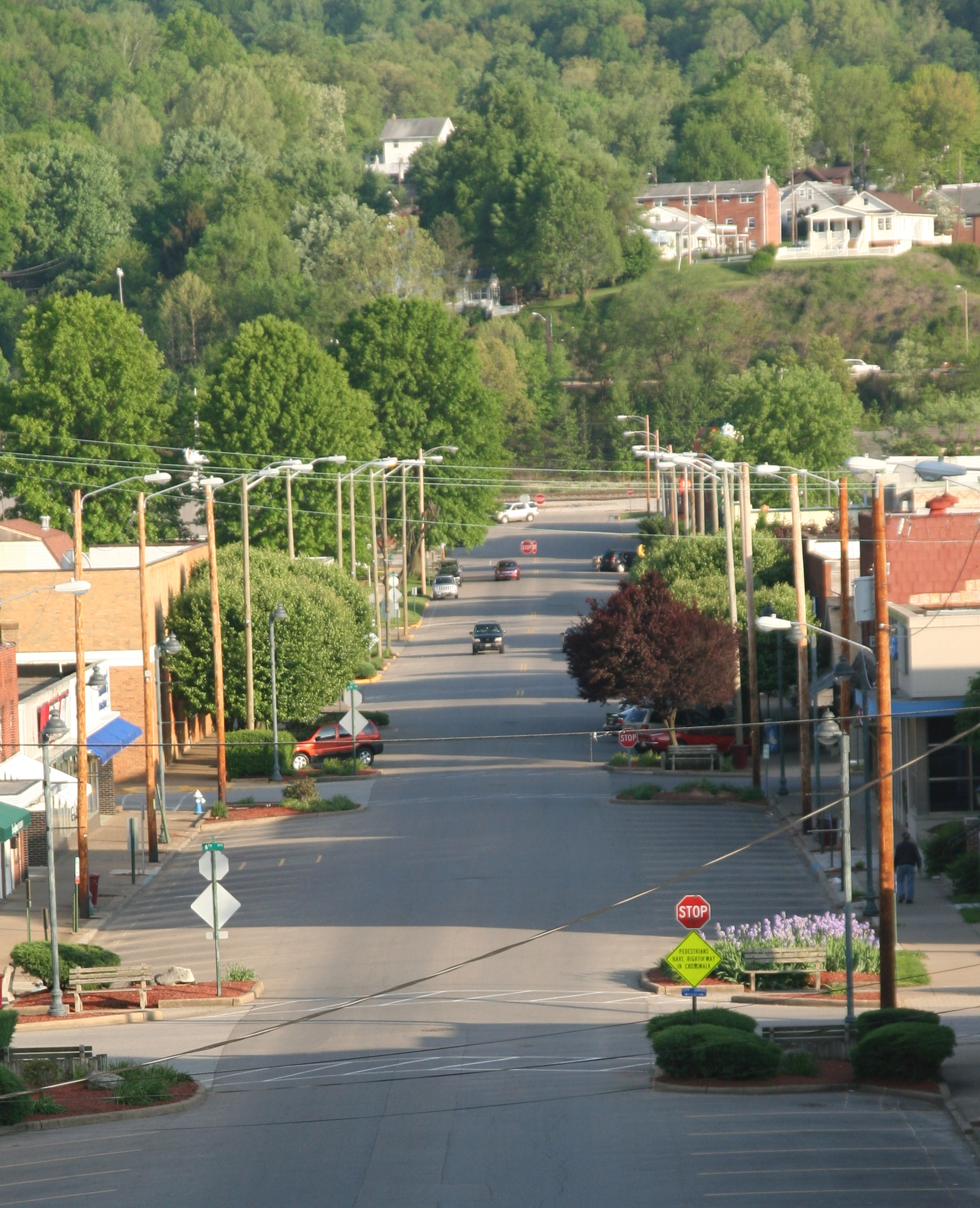
D通りの夕方、マウンドから眺める

### 2010年国勢調査
以下は2010年国勢調査による人口統計データである。
| 基礎データ - 人口: 13,450 人 - 世帯数: 6,283 世帯 - 家族数: 3,675 家族 - 人口密度: 682.4人/km2（1,767.4人/mi2） - 住居数: 6,819 軒 - 住居密度: 346.0軒/km2（896.1 軒/mi2） 人種別人口構成 - 白人: 86.9% - アフリカン・アメリカン: 8.4% - ネイティブ・アメリカン: 0.3% - アジア人: 1.1% - その他の人種: 0.3% - 混血: 3.0% - ヒスパニック・ラテン系: 1.0% 年齢別人口構成 - 18歳未満: 20.9% - 18-24歳: 6.5% - 25-44歳: 25.7% - 45-64歳: 29.5% - 65歳以上: 17.6% - 年齢の中央値: 42歳 - 性比（女性100人あたり男性の人口） - 総人口: 84.2 | 世帯と家族（対世帯数） - 18歳未満の子供がいる: 26.1% - 結婚・同居している夫婦: 39.6% - 未婚・離婚・死別女性が世帯主: 15.5% - 非家族世帯: 41.5% - 単身世帯: 36.0% - 65歳以上の老人1人暮らし: 13.4% - 平均構成人数 - 世帯: 2.14人 - 家族: 2.77人 収入と家計 - 収入の中央値 - 世帯: 37,905米ドル - 家族: 50,528米ドル - 性別 - 男性: 39,036米ドル - 女性: 25,978米ドル - 人口1人あたり収入: 24,928米ドル - 貧困線以下 - 対人口: 12.1% - 対家族数: 9.7% - 18歳未満: 19.4% - 65歳以上: 9.8% |